# League of Ireland First Division
League of Ireland First Division (irl. Céad Roinn Sraith na hÉireann) – drugi poziom rozgrywek ligowych w piłkę nożną w Irlandii, po raz pierwszy zorganizowany w 1985 roku (od 1921 była tylko jedyna League of Ireland bez podziału, od 2003 prowadzone systemem wiosna-jesień). W latach 1964–1985 drugim poziomem był B Division.
W rozgrywkach bierze udział 8 klubów, którzy zmagają się przez 4 rundy (28 kolejek). Mistrz awansuje do League of Ireland Premier Division, a kolejne dwie najlepsze drużyny w tabeli walczą o awans w barażach. Nie ma spadków. Wcześniej do 1985 roku najsłabsze drużyny ligi spadali do A Championship.

## Skład ligi w sezonie 2013/2014
| Klub              | Siedziba   | Stadion              | Poj.  | Założony |
| ----------------- | ---------- | -------------------- | ----- | -------- |
| Cobh Ramblers     | Cobh       | St Colman's Park     | 5,000 | 1922     |
| Finn Harps        | Ballybofey | Finn Park            | 7,500 | 1954     |
| Longford Town     | Longford   | City Calling Stadium | 6,850 | 1924     |
| Galway            | Galway     | Eamonn Deacy Park    | 5,000 | 2013     |
| Shamrock Rovers B | Dublin     | Tallaght Stadium     | 6,000 | 2013     |
| Shelbourne        | Dublin     | Tolka Park           | 6,000 | 1895     |
| Waterford United  | Waterford  | RSC                  | 5,500 | 1930     |
| Wexford Youths    | Crossabeg  | Ferrycarraig Park    | 2,500 | 2007     |

## Zwycięzcy rozgrywek
- 1985/1986: Bray Wanderers A.F.C.
- 1986/1987: Derry City F.C.
- 1987/1988: Athlone Town F.C.
- 1988/1989: Drogheda United F.C.
- 1989/1990: Waterford United F.C.
- 1990/1991: Drogheda United F.C.
- 1991/1992: Limerick City F.C.
- 1992/1993: Galway United F.C.
- 1993/1994: Sligo Rovers F.C.
- 1994/1995: UCD
- 1995/1996: Bray Wanderers A.F.C.
- 1996/1997: Kilkenny City F.C.
- 1997/1998: Waterford United F.C.
- 1998/1999: Drogheda United F.C.
- 1999/2000: Bray Wanderers A.F.C.
- 2000/2001: Dundalk F.C.
- 2001/2002: Drogheda United F.C.
- 2002/2003: Waterford United F.C.
- 2003: Dublin City F.C.
- 2004: Finn Harps Ballybofey
- 2005: Sligo Rovers F.C.
- 2006: Shamrock Rovers F.C.
- 2007: Cobh Ramblers F.C.
- 2008: Dundalk F.C.
- 2009: UCD
- 2010: Derry City F.C.
- 2011: Cork City F.C.
- 2012: Limerick F.C.
- 2013: Athlone Town F.C.
- 2014: Longford Town F.C.
- 2015: Wexford F.C.

- 2016: Limerick F.C.
- 2017: Waterford F.C.

- 2018: UCD

- 2019: Shelbourne FC

- 2020: Drogheda United F.C.

- 2021: Shelbourne FC